# Gobierno provisional de la República de Estonia
El Gobierno provisional de la República de Estonia (en estonio: Eesti Ajutine Valitsus) funcionó como ejecutivo estonio del 24 de febrero de 1918 al 8 de mayo de 1919 y llevó a Estonia a la independencia de los bolcheviques rusos y el Imperio alemán.

## Historia

### Primer gobierno provisional
El Gobierno provisional se fundó el 24 de febrero de 1918 en el marco del vacío de poder establecido durante la Primera Guerra Mundial como consecuencia de la caída del régimen zarista en Rusia, la retirada de las tropas rusas del Báltico y el avance del ejército alemán. El mismo día, se declaró la independencia de Estonia.
El Gobierno provisional fue establecido por el denominado Comité de Salvación Estonio (Eestimaa Päästekomitee), que por obra del Parlamento provisional del Gobierno de Estonia (Eestimaa Kubermangu Ajutine Maanõukogu), por ley del 19 de febrero de 1918 se estableció como órgano ejecutivo.
El Gobierno provisional estaba formado por los siguientes miembros:
1. Konstantin Päts, presidente del Consejo de Ministros, ministro del Interior y ministro de Comercio e Industria
2. Jüri Vilms, vicepresidente del Consejo de Ministros y ministro de la Corte
3. Jaan Poska, ministro de Exteriores
4. Juhan Kukk, ministro de Finanzas y Tesorería
5. Jaan Raamot, ministro de Agricultura y Alimentación
6. Andres Larka, ministro de Guerra
7. Villem Maasik, ministro de Trabajo y Asuntos Sociales
8. Ferdinand Peterson, Ministro de Transporte
9. Peeter Põld, ministro de Educación

Tres puestos ministeriales previstos para las minorías alemana, rusa y sueca permanecieron vacantes.
Un día después de la formación del Gobierno provisional, el 25 de febrero de 1918, las tropas alemanas entraron en Tallin. El Gobierno de Estonia, entonces, pasó a la clandestinidad. El jefe del Gobierno estonio, Konstantin Päts, fue hecho preso en un campo de concentración alemán hasta el 11 de noviembre de 1918, fecha de la caída del Imperio alemán.

### Segundo gobierno provisional
El 12 de noviembre de 1918 se formó el segundo gobierno provisional. Konstantin Päts fue nombrado primer ministro y ministro del Interior. El mismo día por decisión gubernamental, se crearon oficialmente las Fuerzas Armadas de Estonia. El 27 de noviembre de 1918 se le adjudica a Konstantin Päts también el ministerio de la Guerra. Un día después, estalla la Guerra de Independencia de Estonia contra la Rusia soviética (28 de noviembre de 1918 hasta 2 de febrero de 1920).
La actividad del segundo gobierno provisional concluyó el 8 de mayo de 1919 con la toma de posesión del primer periodo ordinario de gobierno de Estonia por obra de Otto Strandman.
- Datos: Q595102